# 1128

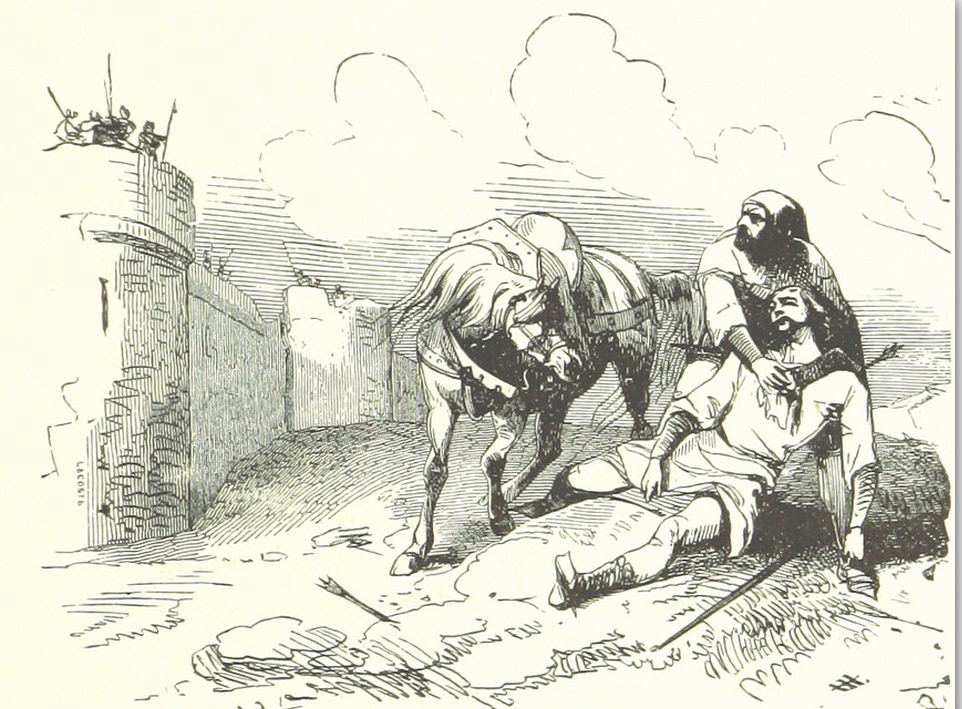
Willem Clito dodelijk gewond

Het jaar 1128 is het 28e jaar in de 12e eeuw volgens de christelijke jaartelling.

## Gebeurtenissen
juni
- 21 - Slag bij Axpoele: graaf Willem Clito van Vlaanderen verslaat Diederik van de Elzas, die hem het graafschap bestrijdt. Diederik vlucht naar het opstandige Aalst.
  - juli - Willem legt het beleg voor Aalst. Hij raakt gewond aan zijn hand, en overlijdt enkele dagen later, vermoedelijk aan gangreen.
- 24 - Slag bij São Memede: Alfons I van Portugal verslaat zijn moeder Theresia van León en haar minnaar Fernando Peres de Trava. Deze gebeurtenis wordt beschouwd als het begin van de onafhankelijkheid van Portugal.
- juni - Zengi, de atabeg van Mosoel, neemt het door interne twisten verscheurde Aleppo in en huwt de weduwe van de laatste emir.

september
- 11 - De Vlaamse graaf Diederik van de Elzas schenkt de verhefgelden op alle Vlaamse lenen aan de Tempeliers. Willem van Omaars doet twee dagen later hetzelfde, gevolgd door de burggraaf van Brugge en andere edelen.

zonder datum
- Khun Dhuang wordt koning van Sawa. (jaartal bij benadering)
- Kelso Abbey wordt gesticht.
- Alfons VII van León en Castilië trouwt met Berengaria van Barcelona.
- De abdij van Middelburg wordt gesticht. (jaartal bij benadering)
- Voor het eerst genoemd: Oberndorf

## Opvolging
- Genève - Aymon I opgevolgd door zijn zoon Amadeus I
- patriarch van Jeruzalem (Latijns) - Garmond van Picquigny opgevolgd door Stephen
- Luik (18 maart) - Alberon I van Leuven opgevolgd door Alexander I van Gulik
- Noordmark - Hendrik II van Stade opgevolgd door zijn neef Udo III van Frankleben
- Utrecht - Andries van Cuijk in opvolging van Godebald
- Vietnam - Lý Thần Tông in opvolging van Lý Nhân Tông
- Vlaanderen - Willem Clito opgevolgd door Diederik van de Elzas

## Geboren
- Laurentius O'Toole, aartsbisschop van Dublin
- Lodewijk II, landgraaf van Thüringen
- Padma Dorje, Tibetaans priester
- Absalon, aartsbisschop van Lund (jaartal bij benadering)
- Adolf II, graaf van Holstein (jaartal bij benadering)
- Soběslav II, hertog van Bohemen (1174-1178) (jaartal bij benadering)

## Overleden
- 1 januari - Alberon I van Leuven (57), prins-bisschop van Luik (1123-1128)
- januari - Ligerius, Frans kluizenaar
- 1 april - Gosewijn I, heer van Valkenburg en Heinsberg
- 28 juli - Willem Clito (25), graaf van Vlaanderen (1127-1128) en kroonpretendent van Normandië
- Aymon I, graaf van Genève
- Hendrik II van Stade, markgraaf van Noordmark
- Octavianus van Bourgondië, Duits edelman en monnik